# Volební právo v Česku
Pro volební právo v České republice platí stejné základní zásady svobodných voleb, jako pro volební právo obecně, musí být:
- všeobecné – právo volit mají všechny osoby, které dosáhly potřebného věku a jejich způsobilost k výkonu volebního práva nebyla omezena
- rovné – každý hlas má stejnou váhu
- přímé – přímá volba bez zprostředkovatelů
- tajné – nemožnost spojit voliče s jím odevzdaným hlasem a zajištění osobní volby

Rozlišuje se přitom volební právo aktivní, které znamená, že občan smí volit, a volební právo pasivní, které znamená, že občan smí kandidovat a být volen.

## Typy voleb v České republice

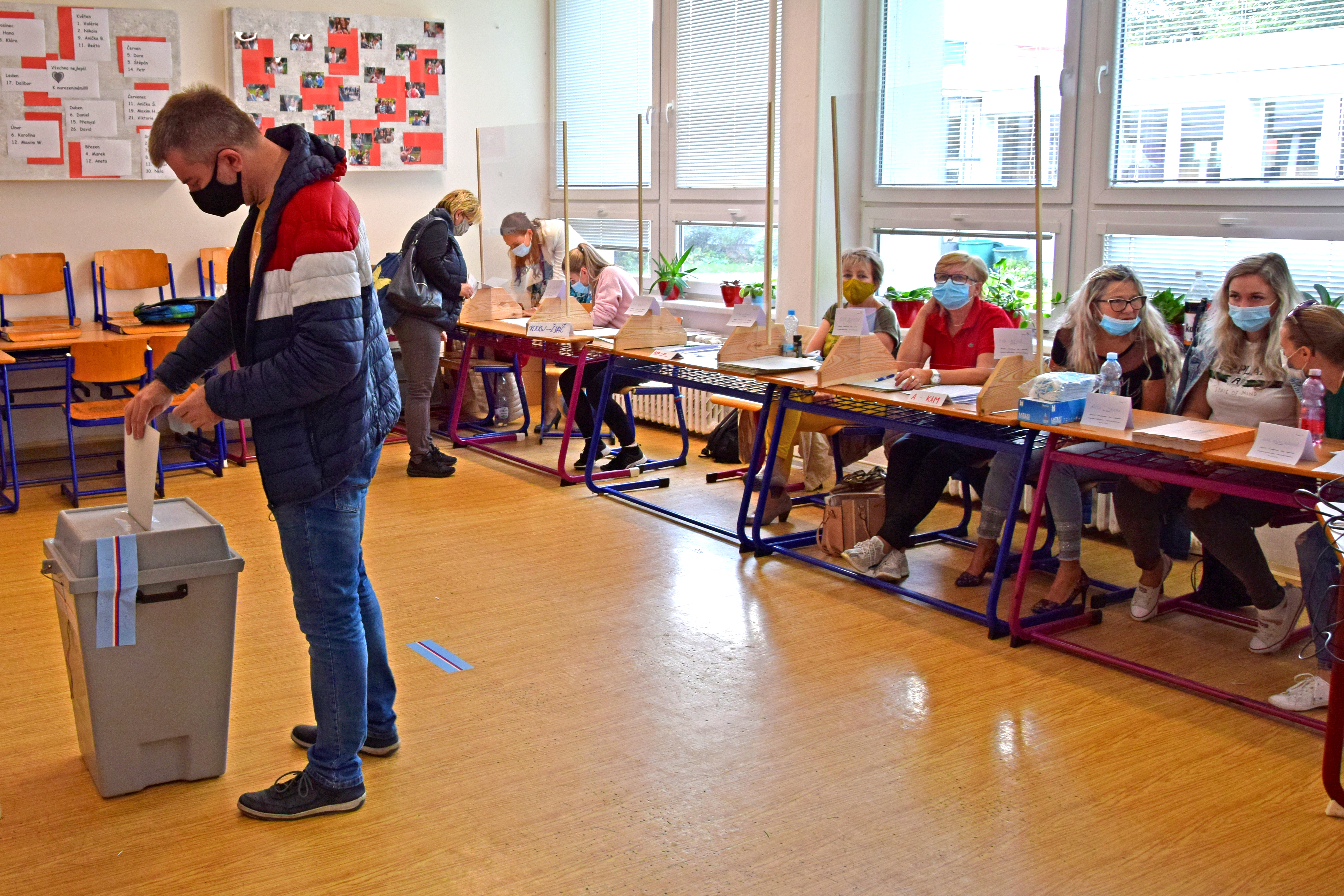
Volby do zastupitelstev krajů v Česku 2020, volební místnost v Olomouci.

Aktivní volební právo mají všichni občané od 18 let, pasivní se liší podle orgánu (viz tabulka níže).
Občané mají právo přímo volit:
- prezidenta republiky,
- členy Poslanecké sněmovny Parlamentu,
- členy Senátu Parlamentu a také
- členy krajských a obecních zastupitelstev.

Mimo tyto vnitrostátní orgány také mají občané České republiky jakožto občané Evropské unie právo volit
- členy Evropského parlamentu.

## Základy právní úpravy
Volební právo je občanům legislativně zajištěno vícenásobně. Například článek 2 odstavec 2 Ústavy České republiky stanoví, že:
Lid je zdrojem veškeré státní moci; vykonává ji prostřednictvím orgánů moci zákonodárné, výkonné a soudní.
čl. 2 odst. 1 ústavního zákona č. 1/1993 Sb.
Ústava také ve svých hlavách druhé, třetí a sedmé stanoví základní principy voleb. Podrobněji pak volební proces upravuje legislativa nižší právní síly. Volební právo je opět zaručeno v dalším ústavním zákoně, Listině základních práv a svobod, jejíž článek 21 zní:
(1) Občané mají právo podílet se na správě veřejných věcí přímo nebo svobodnou volbou svých zástupců.
(2) Volby se musí konat ve lhůtách nepřesahujících pravidelná volební období stanovená zákonem.

(3) Volební právo je všeobecné a rovné a vykonává se tajným hlasováním. Podmínky výkonu volebního práva stanoví zákon.
(4) Občané mají za rovných podmínek přístup k voleným a jiným veřejným funkcím.
čl. 21 ústavního zákona č. 2/1993 Sb.
Volební systém se různí podle jednotlivých orgánů. Ústava stanoví, že pro volby do poslanecké sněmovny a zastupitelstev krajů i obcí se použije poměrný volební systém, pro volbu senátorů a prezidenta republiky se užívá většinový volební systém. Poslanci Evropského parlamentu se volí také poměrným způsobem.
Platí, že nikdo nemůže být členem obou komor Parlamentu najednou.

## Stručný přehled volebního práva v České republice
| Volená instituce        | Právo aktivní | Právo pasivní | Délka volebního období                | První volby v ČR | Počet rozdělovaných mandátů                                     | Volební systém      |
| ----------------------- | ------------- | ------------- | ------------------------------------- | ---------------- | --------------------------------------------------------------- | ------------------- |
| Poslanecká sněmovna PČR | 18            | 21            | 4 roky                                | 1992 (ČNR)       | 200                                                             | poměrný             |
| Senát PČR               | 18            | 40            | 6 let (⅓ Senátu se volí každé 2 roky) | 1996             | 81 (každé 2 roky ⅓ Senátu – tj. 27 mandátů)                     | většinový           |
| Zastupitelstvo kraje    | 18            | 18            | 4 roky                                | 2000             | 675 (Počet zastupitelů všech 13 krajů v ČR)                     | poměrný             |
| Zastupitelstvo obce     | 18            | 18            | 4 roky                                | 1994             | 62178 (Počet zastupitelů všech obcí v ČR)                       | poměrný             |
| Prezident               | 18            | 40            | 5 let                                 | 1993             | 1                                                               | většinový (od 2013) |
| Evropský parlament      | 18            | 21            | 5 let                                 | 2004             | 21 (Počet poslanců EP za ČR. Celkový počet poslanců EP je 705.) | poměrný             |

## Volby do jednotlivých orgánů

### Poslanecká sněmovna
Volby do Poslanecké sněmovny se konají každé čtyři roky podle zásad poměrného zastoupení. Volí se 200 poslanců. Kandidovat může ten, kdo je starší 21 let. Volby vyhlašuje prezident republiky (zákon stanoví, že tak učiní nejpozději 90 dnů před konáním těchto voleb). Podrobněji pak volby do Poslanecké sněmovny upravuje zákon o volbách do Parlamentu ČR (č. 247/1995 Sb.). Kandidující subjekty musí ve volbách překročit uzavírací klauzuli ve výši 5 % (koalice dvou stran 8 %, koalice tří a více stran 11 %).
Územními volebními obvody jsou kraje, ty se dále dělí na volební okrsky. Pro každý kraj je zákonem určen maximální počet kandidátů na kandidátní listině – nejvíce, shodně 36, mají Praha a Moravskoslezský kraj, nejméně, 14, má Karlovarský kraj. Volič smí hlasovat jen pro jeden kandidující subjekt (strana, koalice stran nebo politické hnutí), smí však na lístku vyznačit až čtyři kandidáty, jimž v rámci zvoleného politického subjektu dává přednost (preferenční hlas). Pokud danému kandidátovi voličů dané strany dalo svůj preferenční hlas alespoň 5 % voličů, připadne mandát přednostně jemu (pokud je takových více, přidělují se jim podle počtu preferenčních hlasů).

### Senát
Základní rozdíl mezi volbami do obou komor tkví v tom, že do Senátu se volí většinovým systémem. Z toho také plyne dvoukolová volba. Z hlediska aktivního volebního práva však významný rozdíl mezi Senátem a Poslaneckou sněmovnou není, volí všichni občané České republiky starší 18 let, ledaže by jim byla v tomto směru omezena svéprávnost nebo by jim byla omezena osobní svoboda kvůli ochraně zdraví lidu. Zákon však pamatuje i na možnost, kdyby občan dosáhl zletilosti po prvním kole volby, ale před druhým nebo ve dnech druhého kola týchž voleb – v tom případě může volit ve druhém kole. Další rozdíl oproti volbám do Poslanecké sněmovny tkví v tom, že nelze volit ani v zahraničí, ani v jiném volebním obvodu (viz dále), než ve kterém je volič přihlášen k trvalému pobytu. Na voličský průkaz však lze volit v jiném okrsku v témže obvodě, případně občané České republiky, kteří na jejím území nemají trvalý pobyt, mohou na voličský průkaz volit kdekoliv. Pasivní volební právo je podle ústavy 40 let, jinak platí omezení stejnými překážkami jako u aktivního volebního práva (omezení osobní svobody z důvodu ochrany zdraví lidu a omezení svéprávnosti k výkonu volebního práva). Na rozdíl od voleb do krajských a obecních zastupitelstev tedy mohou být voleni například i občané ve výkonu trestu odnětí svobody. Případem, kdy tato situace nastala, byla kandidatura Radima Špačka z vězení v senátních volbách roku 2016 – vedoucí oddělení voleb Ministerstva vnitra Jitka Červenková k ní uvedla, že „výkon trestu odnětí svobody je překážka u voleb do zastupitelstev, ale u voleb do Senátu to z hlediska práva problém není“.
Pro účely voleb do Senátu je území České republiky rozděleno na jednomandátových 81 obvodů, které stanovuje zákon. Všechny mají přibližně stejný počet obyvatel. Pokud by počet občanů, které jeden senátor zastupuje, byl o 15 % nižší nebo vyšší než průměrný, byl by to důvod ke změně hranic daného obvodu. Mandát senátora je šestiletý, ale volby se konají vždy jednou za dvou roky ve třetině obvodů, tedy se vždy třetina Senátu obmění.
Kandidáti, kteří splnili výše uvedené podmínky a složili volební kauci ve výši 20 000 korun (pokud získají v prvním kole voleb alespoň 6 % hlasů, kauce se jim vrátí), musí pro zisk mandátu získat absolutní většinu, tedy 50 % odevzdaných hlasů. To se ale děje zřídkakdy: do roku 2012 se to stalo pouze v devíti případech z 250 volebních klání. Pokud nikdo potřebný podíl hlasů nezíská, začíná šestý den po ukončení prvního kola druhé kolo, do kterého postupují dva kandidáti s největším počtem hlasů, pokud by více kandidátů získalo stejný počet hlasů, rozhodne los. Ve druhém kole je zvolen ten, kdo získá nadpoloviční většinu odevzdaných hlasů, v případě shody rozhodne los.

### Prezident republiky
Kandidovat na prezidenta může ten, kdo splňuje podmínky volitelnosti do Senátu, nebyl již dvakrát po sobě zvolen prezidentem republiky a Ústavní soud ho neuznal vinným z velezrady nebo hrubého porušení ústavy (v takovém případě je trestem ztráta úřadu a neschopnost jej znovu nabýt).
Prezident republiky se dříve volil na společné schůzi obou komor Parlamentu, naposledy tak byl zvolen Václav Klaus v roce 2008. Volba byla tříkolová, v prvním kole musel kandidát získat nadpoloviční většinu hlasů všech poslanců i nadpoloviční většinu hlasů všech senátorů. Do druhého kola pak za každou komoru postupoval jeden kandidát, který v ní získal relativní většinu hlasů; nastala-li v některé komoře rovnost hlasů, postupoval ten, který měl více hlasů v druhé komoře. V druhém kole již stačila nadpoloviční většina přítomných poslanců a nadpoloviční většina přítomných senátorů. Nebyl-li kandidát zvolen ani ve druhém kole, koná se třetí kolo, ve kterém již stačí nadpoloviční většina hlasů přítomných poslanců a senátorů (komory se tedy již neoddělují).
Od ústavní novely z roku 2012 se prezident republiky volí přímo. Kandidáty navrhne 50 000 občanů v petici nebo 20 poslanců nebo 10 senátorů. Volební systém je většinový, přičemž celý stát tvoří jednomandátový obvod. Prezidentem se stane kandidát, který získá nadpoloviční většinu odevzdaných hlasů. Není-li takového kandidáta, koná se do 10 dnů druhé kolo. Tam postupují dva kandidáti s největším počtem hlasů. Pokud by takových kandidátů bylo více (například by druhý a třetí nejúspěšnější získali shodný počet hlasů), postupují všichni. Pokud ten, kdo postoupil do druhého kola, mezitím ztratil volitelnost, postoupí ten, který v první kole skončil za ním. Kdyby už nikdo takový nebyl, může se druhé kolo konat s jediným kandidátem. V druhém kole získá mandát ten, kdo obdrží nejvyšší počet hlasů (pokud by tedy postoupili do druhého kola více než dva kandidáti, mohl by se prezidentem stát i ten, kdo by nezískal nadpoloviční většinu hlasů). Je-li takových více, konají se volby znova.

### Krajská zastupitelstva
Kraje jsou vyšší územně samosprávné celky. Existují na základě ústavního zákona č. 347/1997 Sb. Jejich voleným orgánem je zastupitelstvo kraje. Praha však má zvláštní režim na základě zákona č. 131/2000 Sb. Hlavní město nemá krajské zastupitelstvo, nýbrž zastupitelstvo hlavního města Prahy, do nějž se volí zároveň s volbami do obecních zastupitelstev.
Volby do krajských zastupitelstev se řídí zákonem č. 130/2000 Sb., o volbách do zastupitelstev krajů. Funkční období je čtyřleté a počet zastupitelů stanoví zákon vždy podle počtu obyvatel krajů k 1. lednu roku, ve kterém se konají krajské volby, přičemž kraj, který má méně než 600 000 obyvatel, má 45 zastupitelů, kraj, který má více než 900 000 obyvatel má 65 zastupitelů, ostatní kraje mají v zastupitelstvu 55 míst. Aktivní volební právo náleží každému dospělému občanu České republiky, který je svéprávný (zákon připouští jistá omezení, která jsou odlišná od těch při volbách do Poslanecké sněmovny – kromě omezení osobní svobody z důvodu ochrany zdraví lidu a omezení svéprávnosti je v případě krajských voleb mezi překážkami uvedeno také omezení osobní svobody z důvodu výkonu trestu odnětí svobody a výkon vojenské služby v zahraničí). Pasivní volební právo náleží každému voliči, u kterého není překážka aktivního volebního práva, zároveň je funkce člena zastupitelstva kraje neslučitelná s některými jinými veřejnými funkcemi. Každý volí do zastupitelstva toho kraje, do nějž patří obec, v níž má trvalé bydliště.
Jinak jsou krajské volby podobné těm do Poslanecké sněmovny, ovšem s následujícími rozdíly: registraci a přezkoumávání listin provádí krajský úřad, stejně tak jako vyhlašuje výsledek voleb; kandidát potřebuje k přednostnímu zisku mandátu v rámci dané kandidátní listiny 10 % preferenčních hlasů, uzavírací klauzule je stejná pro koalice stran i jednotlivé strany (vždy 5 %, nikoliv až 11 % jako ve volbách do sněmovny), d'Hondtova metoda je upravena tzv. Koudelkovým dělitelem – číselná řada začíná číslem 1,42, potom následují celá čísla (tedy 1,42; 2; 3; 4 atp.). Tento systém se měl používat i při volbách do Poslanecké sněmovny, ale Ústavní soud jej zrušil, neboť dle jeho názoru deformoval poměrný systém a bezdůvodně zvýhodňoval velké strany.
Stejně jako v Poslanecké sněmovny nahradí zastupitele, který zemřel, odstoupil nebo z jiného důvodu pozbyl mandát, kandidát, který se při volbách umístil v dané kandidátní listině na prvním nepostupovém místě. Není-li takového kandidáta, mandát zůstane do konce volebního období neobsazené. V případě krajských zastupitelstvech navíc platí, že pokud počet zastupitelů snížil v daném období na méně než polovinu původního počtu, konají se nové volby, nikoliv však, pokud se tak stane v posledních šesti měsících volebního období.

### Obecní zastupitelstva
Právo volit do obecních zastupitelstev je zakotveno v čl. 102 Ústavy. Podrobněji volby upravuje zákon č. 491/2001 Sb., o volbách do zastupitelstev obcí a o změně některých zákonů. Aktivní právo má ten, kdo má v dané obci trvalé bydliště, ale zvláštností obecních voleb je, že volit může nejen občan České republiky, ale i cizinec, kterému toto právo přiznala mezinárodní smlouva, která byla vyhlášena ve Sbírce mezinárodních smluv. V praxi se jedná o občany Evropské unie. Dnem 1. 11. 2015 sice ratifikovala Úmluvu o právech cizinců, která obsahuje možnost získat volební právo cizincům, kteří zde pobývají minimálně pět let a získají trvalý pobyt na území České republiky. Nicméně tato část, která by poskytla právo volit a být volený, nebyla aplikována. Funkce zastupitele je neslučitelná s funkcí s působením ve státní správě v dané obci. Od roku 2015 měla být navíc neslučitelná s výkonem služby podle služebního zákona. Pasivní volební právo je shodné s aktivním, platí stejné překážky jako u voleb do krajských zastupitelstev (omezení svéprávnosti atd.). Počet volených zastupitelů může být od 5 do 55. Tento počet určuje samotné zastupitelstvo (nikoliv však ve vlastním volebním období), byť mu zákon o obcích dává jisté možné pásmo – tak například obec, která má méně než 500 obyvatel, může mít 5 až 15 zastupitelů. Zastupitelstva se volí v okrscích, případně v obvodech. Okrsek je základní jednotka, v níž se sčítají hlasy. Každý okrsek by měl mít asi 1000 obyvatel, ale okrsky odlehlejší od centra obce mohou být menší. Ve statutárních městech navíc mohou mít vlastní zastupitelstva i jednotlivé městské části. Volby organizují státní volební komise, Ministerstvo vnitra, Český statistický úřad, krajský úřad daného kraje či Magistrát hlavního města Prahy, obecní úřad či pověřený obecní úřad, starostové a okrskové volební komise. Sestavovat kandidátní listiny smí politická uskupení (strany, koalice stran, hnutí, nezávislí kandidáti, koalice stran a nezávislých kandidátů). Nezávislí kandidáti musejí ještě k listině připojit petici.
Další zvláštností obecních voleb (vedle přiznání volebního práva občanům celé EU) jsou velmi široké možnosti úprav kandidátních listin, listiny jsou „volné“, volič může hlasovat jak pro stranu, tak pro jednotlivé kandidáty bez ohledu na jejich příslušnost. Uzavírací klauzulí projde ta kandidátní listina, která získala alespoň 5 % z celkového počtu platných hlasů poděleného voleným počtem členů zastupitelstva a vynásobeného počtem jejích kandidátů, nejvýše však voleným počtem členů zastupitelstva. Pokud nejsou alespoň dvě takové, volební klauzule se snižuje, dokud nepostupují alespoň dvě strany. Počet mandátů pro jednotlivé strany se vypočítá d'Hondtovou metodou stejně jako u voleb do Poslanecké sněmovny, Koudelkovo číslo 1,42 se nepoužívá, začíná se standardně číslem 1. Obdržel-li některý z kandidátů nejméně 1,1 násobek celkového počtu hlasů odevzdaných pro volební stranu vyděleného počtem kandidátů této volební strany, je mandát přidělen přednostně.
Ze závažných důvodů (nedostatečný počet kandidátů, soudní rozhodnutí o neplatnosti voleb, neodevzdání zápisu o průběhu voleb okrskovou komisí) může ministr vnitra vyhlásit dodatečné volby, opakované volby nebo opakované hlasování. Pokud vznikne nová obec nebo městská část nebo počet zastupitelů poklesne během volebního období pod 50 % nebo absolutní počet 5 zastupitelů (a v obou případech nejsou náhradníci) nebo pokud je zastupitelstvo rozpuštěno Ministerstvem vnitra, konají se nové volby.

### Evropský parlament
Právo volit poslance Evropského parlamentu mají na základě Listiny základních práv EU všichni občané Evropské unie. Toto právo přiznává i Smlouva o fungování Evropské unie. Volební právo vykonávají občané EU v jakémkoliv členském státě EU, tedy i v jiné, než které jsou občany. Právo EU však stanoví pouze základní náležitosti voleb do EP, jako fakt, že mají být všeobecné, rovné a tajné. Volební období je pětileté. Podrobnější úprava je ponechána jednotlivým členským státům. V České republice volby upravuje zákon č. 62/2003 Sb., o volbách do Evropského parlamentu a změně některých dalších zákonů. Volby vyhlašuje prezident republiky, je však vázán časovým obdobím, které je vždy pro všechny státy EU stanoveno jednotně. Aktivní volební právo je stejné jako u všech ostatních voleb – věková hranice je 18 let, vyloučeny jsou osoby, které byly soudně omezeny ve svéprávnosti nebo kterým bylo volební právo omezeno z důvodu omezení osobní svobody z důvodu ochrany zdraví lidu. Cizinci smějí volit v Česku, pokud jsou vedeni alespoň 45 dní v evidenci obyvatel na území České republiky a zároveň požádali o zapsání do voličských listin. Kandidovat smějí občané EU, kteří dosáhli 21 let a nejsou v tomto směru omezeni ve svéprávnosti. Cizinci musejí být zapsáni v České republice alespoň 45 dní a nesmějí být v žádném z členských států zbaveni pasivního volebního práva do Evropského parlamentu.
Pro účely voleb do Evropského parlamentu je celá Česká republika jedním volebním územím, a to dvaadvacetimandátovým (celkem má Evropský parlament v současnosti 705 členů). Kandidující subjekty mají vyhrazený bezplatný čas pro svoji propagaci v České televizi a Českém rozhlase. Volby se konají poměrným způsobem. Kandidátní listiny sestaví v České republice registrované politické subjekty, jimž nebyla pozastavena činnost. Počet kandidátů na listině může o třetinu překročit počet volených poslanců. Každý subjekt smí podat nejvýše jednu listinu a zaplatí za ni 15 000 Kč jako úhradu volebních výloh. Volič vhodí do urny jednu kandidátní listinu, na níž může udělit jednotlivým kandidátům až dva preferenční hlasy. Pokud některý z kandidátů získá alespoň 5 % preferenčních hlasů (z celkového počtu hlasů pro daný politický subjekt), získává mandát přednostně, je-li takových více, rozhoduje počet preferenčních hlasů. Používá se standardní d'Hondtova metoda, uzavírací klauzule je v České republice standardních 5 %. Lze tedy konstatovat, že způsob voleb do Evropského parlamentu je velmi podobný tomu do Poslanecké sněmovny Parlamentu ČR. Mandát poslance vzniká na první schůzi nového Evropského parlamentu. Zemře-li poslanec, ztratí-li volitelnost do Evropského parlamentu, vznikne u něj neslučitelnost funkcí či se mandátu sám vzdá, jeho místo se uvolní a zaplní jej první nepostupující kandidát z téže kandidátní listiny. Tento proces řídí státní volební komise, která o něm neprodleně informuje Evropský parlament.
Osoba, která se pokusí o zápis do voličských listin ve dvou či více státech EU pro účel týchž voleb, zaplatí pokutu až 5 000 Kč. Pokutu až 30 000 Kč zaplatí ten, kdo v době tří dnů před začátkem voleb zveřejní předvolební či volební průzkumy.

## Historický vývoj volebního práva

### Rakouská monarchie

#### Revoluční léta 1848–1849
Do roku 1848 byly české země vždy (resp. od vzniku státu v 10. století) feudálním územím, parlament a samospráva tak v moderním smyslu neexistovaly. V roce 1848 se nejprve volilo do frankfurtského ústavodárného sněmu. Pražský Národní výbor doporučil Čechům volby bojkotovat, protože česká reprezentace, zejména František Palacký, viděli v případné účasti na sněmu podporu velkoněmecké koncepce sjednocení. České obyvatelstvo v Čechách, na Moravě a ve Slezsku výzvy většinou uposlechlo.
V červnu 1848 se pak měly konat volby do českého zemského sněmu. Tyto přímé a relativně všeobecné volby si v březnu vymohl Svatováclavský výbor (předchůdce Národního výboru) tzv. druhou peticí, na kterou císař odpověděl kabinetním listem z 8. dubna. Byl to v podstatě příkaz ministru vnitra Pillersdorfovi, aby připravil volby. Praha měla mít 12 zástupců, „venkovská“ města s více než 8000 obyvatel po dvou zástupcích, menší města (4000-8000 ob.) po jednom, venkovské obyvatelstvo po jednom zástupci za každý vikariátní obvod, pražské vysoké školy zastupoval vždy jejich rektor a každá fakulta měla též jednoho zástupce. Volit směli ti, kteří v dané obci platili přímé daně, ve městech navíc museli náležet k měšťanům. Hranice aktivního práva byla 25 let, pasivního 30. Tento volební řád však nebyl přijat bez nesouhlasů ze strany Němců v českých zemích – ti chtěli, aby ve sněmu mohli zasedat i lidé, pocházející z rakouských zemí, naopak nesouhlasili s použitím vikariátů jako volebních obvodů, protože vikariáty s českým obyvatelstvem byly méně lidnaté (docházelo by tedy k nadreprezentaci Čechů). Místo toho prosazovali, aby jakákoliv obec, která má 4000 obyvatel, byla prohlášena za volební místo, i když není městem. Volby se měly konat 7. června 1848, kvůli zhoršení politické situace k nim ale nikdy nedošlo. Feudální způsob výběru sněmovníků byl zrušen i na Moravě. Moravský zemský sněm zrušil robotu, ale státoprávní spojení s Čechami odmítl, protože v moravské sněmu měli většinu Němci a ti se báli, že by v jednotných českých zemích svou většinu ztratili.
Na základě připravované oktrojované ústavy z roku 1848 proběhly v červenci též volby do nového říšského sněmu. Ty byly nepřímé a téměř všeobecné. Každých 50 000 obyvatel volil jednoho poslance, aktivní i pasivní volební právo bylo od 24 let. Celkem měl sněm 238 poslanců, z toho 90 z Čech, 38 z Moravy a 10 ze Slezska. V Čechách bylo zvoleno 55 Čechů a 35 Němců, obě skupiny tvořili především měšťané. Čeští poslanci tvořili na sněmu spíše konzervativní síly, radikální byli naopak němečtí nacionalisté, kteří požadovali státoprávní spojení Rakouska s Německem. Na sněmu nezasedali zástupci Uher.
Právě zrozený parlamentarismus však neměl dlouhého trvání: v listopadu nastoupil do čela vlády Felix Schwarzenberg, v prosinci abdikoval císař Ferdinand V. Dobrotivý a nastoupil jeho synovec, František Josef I. Maďarská revoluční armáda byla poražena u Kápolny. Císař sice vydal tzv. březnovou ústavu, ve které figuroval říšský sněm, ale sám ústavu zrušil silvestrovskými patenty. Fakticky vládl císař jen se svými ministry, a to až do roku 1861.

### Únorová ústava a pozdější vývoj
Určité uvolnění nastalo již roku 1859 po porážce Rakušanů Italy (bitva u Solferina), především pak v roce 1860, kdy císař vydal tzv. říjnový diplom, v němž deklaroval návrat k parlamentarismu, oslabení centralismu a určitou federalizace monarchie. Tyto sliby byly realizovány v tzv. únorové ústavě z roku 1861. Říšské zastupitelstvo se skládalo z poslanecké sněmovny a panské sněmovny. Panskou sněmovnu jmenoval císař, poslaneckou obesílaly zemské sněmy (až do roku 1873), které byly samy přímo voleny. Poslanecká sněmovna existovala ve dvou podobách – užší (bez Uher) a širší (s Uhrami). Širší poslanecká sněmovna se však nikdy nesešla.
Voličstvo bylo při volbách do zemských sněmů rozděleno na čtyři kurie – velkostatkářské, obchodních komor, měst a venkovských obcí. Uvnitř kurií byli voliči navíc omezeni majetkovými cenzy. Kuriátní systém (s určitými reformami) se v zemských sněmech udržel až do konce monarchie. Ženy mohly volit jen v kurii velkostatkářské. Čeští poslanci byli ve sněmovně v menšině proti Němcům, protože Maďaři, Italové a Chorvati své zástupce nevysílali. V roce 1863 na protest proti porušování českého zemského práva ze sněmovny odešli (zahájili politiku tzv. pasivní rezistence).
Další vojenské porážky Rakouska, tentokrát v prusko-rakouské válce, donutily císaře ustoupit Maďarům. Nadále obě části monarchie (Předlitavsko a Zalitavsko) spojovaly jen osoba panovníka a společná zahraniční a vojenská politika. Pro Předlitavsko byla vydána nová ústava, tzv. prosincová, která platila až do roku 1918. Parlament Předlitavska se jmenoval Říšská rada, do roku 1873 ji obesílaly zemské sněmy. Zemské sněmy se nadále volily v kuriích, městská a obchodních a živnostenských komor však byly sloučeny. Roku 1873 se začalo do říšské rady volit přímo, a to také v oněch čtyřech kuriích. Roku 1882 se cenzus pro aktivní právo snížil z deseti na pět zlatek přímých daní ročně (Taaffeho volební reforma), což zvýhodnilo Čechy oproti Němcům. Roku 1896 vznikla pro volby do ŘR pátá kurie, v níž volili všichni muži starší 24 let (Badeniho volební reforma). Pátá kurie však měla malý vliv. Roku 1907 pak bylo na základě revolučních událostí v Rusku uzákoněno všeobecné a rovné volební právo, avšak jen pro muže (aktivní: 24 let; pasivní: 30 let). Jak bylo řečeno, kurie byly ve volbách do zemských sněmů zachovány, i tam se ale snižovaly cenzy.
Velmi specifické bylo pak volební právo do regionálních orgánů. Od roku 1848 se v Rakousku praktikovala tzv. dvoukolejnost (Zweigleisigkeit). V Rakousku tak koexistovaly orgány zeměpanské správy a samosprávy. Zeměpanská správa byla v okresech, krajích a zemích, samospráva v obcích, okresech a zemích. Co se týče obecních zastupitelstev, počet jejich členů byl dán podle zákona (v Čechách českého obecního zákona) počtem oprávněných voličů. Zastupitelstvo ze svého středu volilo představenstvo a starostu. Ve správě okresů si pravomoci horizontálně rozdělovaly zeměpanská okresní hejtmanství a samosprávná okresní zastupitelstva, která též volila představenstvo a starostu. Kraje měly mít původně také samosprávnou složku, ale tato část krajské reformy nebyla provedena (z obav před tím, že by samosprávné krajské orgány tvořily opozici císaři, zejména v Uhrách); ostatně i zeměpanské krajské vlády byly slabé a v roce 1862 (v Čechách) byly zrušeny. Na zemské úrovni proti sobě stála zemská místodržitelství a zemské sněmy, o kterých je zmínka výše. Do všech samosprávných orgánu se volilo každé tři roky, ale až do konce monarchie se udržel feudální systém kurií a vysokých volebních cenzů. Přesto byla samospráva pro českou politiku důležitá – Češi jí přisuzovali dokonce větší vážnost, než z ústavního hlediska měla.

### První československá republika

#### Vývoj do roku 1920
Po vyhlášení Československé republiky vydal pražský Národní výbor tzv. recepční normou (č. 11/1918 Sb.), podle níž zůstávaly v platnosti všechny právní normy starého Rakouska. O formě státu mělo později rozhodnout Národní shromáždění, které zatím neexistovalo. Samosprávné, státní i župní (na Slovensku) úřady byly podřízeny Národnímu výboru, ale měly dále fungovat podle starého zřízení. Na začátku listopadu přivezl Karel Kramář ze Švýcarska kladné stanovisko velmocí k republikánské formě státu, a vzápětí rozhodl výbor, že první Národní shromáždění vznikne rozšířením Národního výboru. Ve shromáždění, stejně jako tomu bylo ve výboru, byly strany zastoupeny v takovém poměru, v jakém si (české strany) rozdělily mandátu při volbách do Říšské rady roku 1911. Toto pravidlo respektovala i prozatímní ústava. Národní shromáždění mělo 256 členů, později bylo rozšířeno na 270 (všechny nové mandáty připadaly Slovákům).
Zároveň došlo roku 1919 k reformě správy. U voleb do obcí (dle zákona č. 75/1919 Sb., volební řád v obcích republiky) bylo aktivní volební právo přiřčeno občanům starším 21 let s domovským právem k obci a pasivní volební právo občanům starším 26 let.

#### Stav podle Ústavní listiny Československé republiky
Ústavní listina Československé republiky byla vydána roku 1920. Za dob meziválečného Československa byla nejnižší hranice volebního práva (práva volit) 21 let, a to u voleb do Poslanecké sněmovny. Aktivní volební právo do tehdejšího Senátu bylo občanům přiznáno od 26 let. Pasivní volební právo (tzv. právo být volen) do Poslanecké sněmovny měl občan starší 30 let, zatímco do Senátu byla spodní hranice 45 let. V této době bylo volební právo již rovné jak pro muže, tak i pro ženy. Muži měli plné volební právo již od roku 1907, ženám však toto právo do roku 1919, kdy bylo zakotveno v Ústavě, dáno nebylo. Volby samotné byly již všeobecné, rovné, tajné, přímé, a to na zásadách poměrného zastoupení.
Co se týče regionální správy, byl zároveň s ústavou vydán Zákon o zřízení župních a okresních úřadu v republice Československé (č. 126/1920 Sb.). Zákon měl rušit zemské zřízení a zavést nové správní celky, župy. Župní zastupitelstva měla být volena přímo a všeobecně. Tvůrci zákona si však byli vědomi složitosti jeho zavedení, a tak zákon pověřoval vládu, aby sama určila, kdy vstoupí v účinnost. Na Slovensku se tak stalo roku 1923, v českých zemích však pro odpor obyvatelstva nikdy župy nevznikly a roku 1928 se stát vrátil ke starému zemskému zřízení. V českých zemích stále existující zemskou politickou správu nahradily zemské úřady, jmenované shora (zemského prezidenta jmenoval prezident republiky). Na Slovensku převzaly funkce žup. Tento zákon znamenal významné okleštění kdysi glorifikované samosprávy a setkal se s bouřlivými protesty.